# Hala Jaskowa
Hala Jaskowa (czasem niewłaściwie: Jaśkowa) – duża polana w Beskidzie Śląskim, na wschodnich stokach masywu Skrzycznego. Ciągnie się na długości ok. 1 km po południowo-zachodniej stronie grzbietu, wznoszącego się od tzw. Równi ku szczytowi Skrzycznego, na wysokości 870–1050 m n.p.m.
Jest sztucznego pochodzenia: została wytrzebiona wśród lasów metodą cyrhlenia w XVI lub XVII w. z przeznaczeniem na pastwiska. Była ośrodkiem rozległej „hali” (w sensie terenu wypasowego), obejmującej znaczną część wschodnich stoków Skrzycznego. Nazwa pochodzi od nazwiska Jasek (lub Jaszek, zniekształconego przez mazurzących górali żywieckich) – bogatego rodu sołtysiego z Lipowej, posiadaczy tej „hali” od XVII w. Według badań prowadzonych przez Ludomira Sawickiego w 1914 r. teren ten (zanotowany jako szałas „Pod Skrzycznem” w Ostrem) należał do 9 wspólników, którzy paśli tu razem 100 owiec i 10 krów. Obecnie (2016 r.) znaczne fragmenty „hali” zarastają już intensywnie lasem, dzielącym ją na szereg niewielkich polan. Okres bujnie kwitnącego tu do połowy XX w. pasterstwa przypominają już jedynie ślady ostatnich szałasów oraz kamień pamiątkowy z okolicznościową inskrypcją przy wspomnianym niżej szlaku turystycznym.
Hala znajduje się w granicach wsi Lipowa w województwie śląskim, w powiecie żywieckim, siedziba gminy Lipowa. Z polany rozciągają się interesujące widoki na Beskid Śląski od Skrzycznego po Glinne oraz piękna panorama Kotliny Żywieckiej i najwyższych szczytów Beskidu Żywieckiego z dominującym w niej masywem Babiej Góry.

## Szlak turystyczny
Przez Halę Jaskową prowadzi niebieski szlak turystyczny z Lipowej na Skrzyczne.
 Lipowe, hotel „Zimnik” – Równia – Hala Jaskowa – Skrzyczne. Odległość 4,3 km, suma podejść 730 m, czas przejścia 2:10 godz., z powrotem 1:15 godz. Czas dojścia do Hali Jaskowej od hotelu „Zimnik” 1:15 godz.